# “love stories tour 2014〜横浜ラブストーリー2〜”
『“love stories tour 2014〜横浜ラブストーリー2〜”』は、back numberのライブDVD。

## 解説
- 横浜アリーナで行われた「love stories tour 2014 ～横浜ラブストーリー2～」のライブ映像を収録。
- 初回盤は、love stories tour 2014密着メイキング映像収録、ボックスケース収納仕様、52Pフォトブック、オリジナルステッカー封入。

## 収録曲
本編
1. 高嶺の花子さん
2. MOTTO
3. 半透明人間
4. 海岸通り
5. 繋いだ手から
6. 光の街
7. fish
8. 幸せ
9. わたがし
10. ネタンデルタール人
11. bird's sorrow
12. 003
13. 花束
14. 君がドアを閉めた後
15. 世田谷ラブストーリー
16. stay with me
17. 聖者の行進
18. 青い春
19. スーパースターになったら

アンコール
1. 日曜日
2. 恋
3. そのドレスちょっと待った

## 初回特典収録内容
- 「love stories tour 2014」密着メイキング映像
- ボックスケース収納仕様
- 52Pフォトブック
- オリジナルステッカー